# Ceca 2000
Decenija – dziesiąty album studyjny serbskiej piosenkarki Cecy Ražnatović. Płyta została wydana 29 grudnia 1999 roku nakładem wytwórni PGP-RTS. Album promowało hasło „Nova žena za novi milenijum” („Nowa kobieta na nowe milenium”). Promocja płyty została wstrzymana po dwóch tygodniach od wydania, 15 stycznia 2000 roku z powodu zabójstwa męża Cecy, Željko Ražnatovicia Arkana.

## Lista utworów
| Nr  | Tytuł utworu                | Słowa                                   | Muzyka                                | Długość |
| --- | --------------------------- | --------------------------------------- | ------------------------------------- | ------- |
| 1.  | „Dokaz”                     | Marina Tucaković, Ljiljana Jorgovanović | Aleksandar Milić Mili                 | 4:37    |
| 2.  | „Oproštajna večera”         | Marina Tucaković, Ljiljana Jorgovanović | Nikos Karvelas                        | 4:13    |
| 3.  | „Crni sneg feat. Aca Lukas” | Marina Tucaković, Ljiljana Jorgovanović | Hari Varešanović                      | 3:47    |
| 4.  | „Ja ću prva”                | Marina Tucaković, Ljiljana Jorgovanović | Aleksandar Milić Mili                 | 4:21    |
| 5.  | „Sviće dan”                 | Marina Tucaković, Ljiljana Jorgovanović | Milić Vukašinović                     | 3:09    |
| 6.  | „Već viđeno”                | Marina Tucaković, Ljiljana Jorgovanović | Aleksandar Milić Mili, Dobrinko Popić | 3:53    |
| 7.  | „Crveno”                    | Marina Tucaković, Ljiljana Jorgovanović | Aleksandar Milić Mili                 | 3:54    |
| 8.  | „Brat i sestra”             | Marina Tucaković, Ljiljana Jorgovanović | Nenad Stefanović                      | 4:07    |
| 9.  | „Votka sa utehom”           | Marina Tucaković, Ljiljana Jorgovanović | Aleksandar Milić Mili                 | 3:32    |
| 10. | „Drugarice feat. Luna”      | Marina Tucaković, Ljiljana Jorgovanović | Čeda Čvorak                           | 3:58    |
| 11. | „Ako te ona odbije”         | Marina Tucaković, Ljiljana Jorgovanović | Milić Vukašinović                     | 3:26    |
|     |                             |                                         |                                       | 42:57   |

## Wideografia
- Dokaz – reżyseria: Dejan Milićević
- Crveno – reżyseria: Dejan Milićević[1]

## Twórcy
- Ceca Ražnatović – śpiew
- Maja Marković, Džej Ramadanovski, Trio Passage – wokal wspierający
- Aleksandar Radulović Futa – wokal wspierający, gitara elektryczna
- Aleksandar Milić Mili – aranżacje, produkcja muzyczna
- Dragan Kovačević Struja – akordeon, instrumenty klawiszowe, aranżacje
- Dragan Ivanović – gitara akustyczna, gitara basowa, instrumenty klawiszowe
- Dobrinko Popić – gitara elektryczna
- Ivica Maksimović – buzuki
- Dragan Ristovski, Nebojša Ivanović – trąbka
- Đorđe Janković – instrumenty klawiszowe, programowanie, mastering
- MM Crni – opracowanie graficzne
- Dejan Milićević – fotografie[3]